# Mort d'Agathe Hilairet
Le texte peut changer fréquemment, n’est peut-être pas à jour et peut manquer de recul. 
Le titre et la description de l'acte concerné reposent sur la qualification juridique retenue lors de la rédaction de l'article et peuvent évoluer en même temps que celle-ci.
La mort d'Agathe Hilairet est une affaire criminelle concernant une jeune femme de 28 ans qui a disparu le 10 avril 2025 au matin, lors de son jogging dans une forêt de Vivonne, dans le département français de la Vienne (Nouvelle-Aquitaine), avant que son corps ne soit retrouvé le 4 mai suivant.

## Signalement
Agathe Hilairet est une femme de 28 ans caractérisée comme « taille très mince » (1,65 m pour 35 kg) par la gendarmerie nationale. Au moment de sa disparition, elle portait une tenue de jogging avec un short noir, un haut manches courtes de couleur sombre et un sac de course.

## Disparition
Inquiet de ne pas voir sa fille revenir, le père a signalé sa disparition à 15 heures le jour même.
Son téléphone a été localisé pour la dernière fois dans l'après-midi du jeudi dans un rayon de 250 mètres entre les lieux-dits « Les Grands Ormeaux » et « Le Champ Salaud » à Voulon, une commune située à 10 kilomètres de Vivonne.

## Recherches
Le 11 et le 12 avril 2025 est mis au point un dispositif composé de 110 gendarmes appuyés par une soixantaine de personnels de l'armée, de la protection civile et du club de jogging de la personne disparue, et d'une cinquantaine de citoyens volontaires. La recherche a également mobilisé un hélicoptère doté d'une caméra thermique ainsi qu'une brigade pour sonder le Clain et autres points d'eau. Une équipe cynophile a également participé aux recherches mais sans succès. Au total, c'est une zone de 100 km² qui a été ratissée durant les recherches.
La phase opérationnelle sur le terrain s'est terminée le 17 avril et une enquête pour enlèvement et séquestration a été ouverte par le parquet de Poitiers.
Le corps de la jeune femme est retrouvé le 4 mai 2025, dans la commune de Vivonne où elle avait disparu. Son corps se trouvait "dans un sous-bois en périphérie des zones de recherches". L'analyse de sa montre connectée permet de déterminer que son corps a été déplacé d'un peu moins d'un kilomètre après son décès. Au 23 juin 2025, la cause de la mort n'avait pas encore été rendue publique. Les enquêteurs privilégient toutefois la piste criminelle. 
Au 3 juillet 2025, l'analyse de la montre connectée à une application de son téléphone confirme la théorie de l'acte criminel et écarte la piste de la mort naturelle. En plus du déplacement du corps, évoqué en juin 2025, à plus d'une centaine de mètres du moment où l'objet s'est éteint, le rythme cardiaque de Agathe Hilairet s'est acceléré avant de s'arrêter brutalement.  Aucun suspect n'a encore été arrêté et la cause exacte de la mort reste incertaine selon le médecin légiste Bernard Marc qui explique qu'il n'y a pas de fractures ni de dégats osseux, il avance plusieurs hypothèses comme l'étranglement, l'utilisation d'une arme blanche, une asphyxie ou une maladie cardiaque,.